# Museum Witt

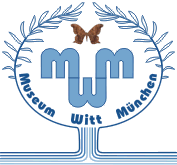
Museum Witt

Museum Witt is een onderzoeksinstituut en natuurhistorisch museum in het stadsdeel Schwabing-West van de Beierse stad München. Het maakt sinds 2000 deel uit van de Zoologische Staatssammlung München.
De oprichter van Museum Witt is Thomas Witt, die ook de grondlegger is van de vaktijdschriften Entomofauna en Entomo-Satsphingia.
Het Museum Witt bezit een collectie van ongeveer 3 tot 3,5 miljoen vlinders in 20.000 kasten, waaronder een grote collectie nachtpauwogen.

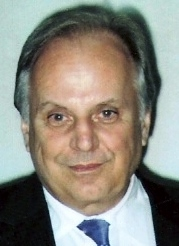
Thomas J. Witt